# Bill Zeller
Bill Zeller était un programmeur américain surtout connu pour avoir créé l'application MyTunes, avant son suicide en 2011. 

## Biographie
Natif de Middletown dans le Connecticut, Zeller étudiait en vue d'un doctorat en informatique à l'université de Princeton, après y avoir obtenu un master en 2008. Il avait obtenu sa licence de l'université de Trinity à Hartford en 2006.
Après sa mort, sa lettre de suicide a commencé à circuler, amenant le sujet des effets à long terme des abus sexuels sur les enfants sur la place publique.